# Martyna Brodzik
Martyna Brodzik (ur. 7 lipca 2001) – piłkarka nożna występująca na pozycji pomocnika, reprezentantka Polski.

## Kariera klubowa

### Olimpia Szczecin
W 2016 roku zadebiutowała w kobiecej ekstralidze grając barwach Olimpii Szczecin. W czerwcu 2018 roku razem z Olimpią II zdobyła brązowy medal mistrzostw Polski juniorek do lat 19. W sezonie 2021/2021 rozegrała łącznie 2 spotkania w ekstralidze zaliczając 3 gole.

### Pogoń Szczecin
Od sezonu 2022/2023 grała w zespole Pogoni Szczecin (po połączeniu zespołów z Olimpią). W sezonie 2022/2023 rozegrała na środku pomocy 19 spotkań, w tym 16 w ekstralidze i 3 w Pucharze Polski. W czerwcu 2023 roku podpisała kolejny kontrakt z Pogonią przedłużając swoją grę w zespole do 2025 roku. Razem z Pogonią Szczecin, w czerwcu 2024, zdobyła mistrzostwo 22. kolejki Orlen Ekstraligi. Było to pierwsze w historii zwycięstwo Pogoni w lidze. Łącznie w sezonie 2023/2024 rozegrała 19 spotkań zaliczając 3 gole.

## Kariera reprezentacyjna
W lutym 2024 roku znalazła się w ogłoszonej przez selekcjonerkę Ninę Patalon liście zawodniczek powołanych na lutowe zgrupowanie kobiecej reprezentacji Polski. 23 lutego tego samego roku zadebiutowała w barwach reprezentacji w towarzyskim meczu z reprezentacją Szwajcarii zmieniając w 82' minucie Emilię Szymczak. 27 lutego rozegrała drugi mecz w kadrze, kiedy to w zagrała w wygranym meczu towarzyskim ze Szwajcarią, w 62' minucie zmieniła ją Oliwia Domin. W maju tego samego roku wystąpiła w przegranym meczu kwalifikacyjnym przed Euro 2025 z reprezentacją Niemiec zmieniając w 82' minucie Kaylę Adamek. 16 lipca 2024 zagrała w przegranym meczu z reprezentacją Islandii, w 67' minucie spotkania zmieniła Adrianę Achcińską. Została powołana na EURO 2025 w Szwajcarii.

## Statystyki

### Reprezentacyjne
| Reprezentacja | Rok | Mecze | Bramki | Asysty |
| ------------- | --- | ----- | ------ | ------ |
| Polska        |     |       |        |        |
| 2024          | 4   | 0     | 0      |        |
| Ogólnie       | 4   | 0     | 0      |        |

| Mecze, gole i asysty w reprezentacji | Mecze, gole i asysty w reprezentacji | Mecze, gole i asysty w reprezentacji | Mecze, gole i asysty w reprezentacji | Mecze, gole i asysty w reprezentacji | Mecze, gole i asysty w reprezentacji | Mecze, gole i asysty w reprezentacji | Mecze, gole i asysty w reprezentacji | Mecze, gole i asysty w reprezentacji | Mecze, gole i asysty w reprezentacji |
| Lp.                                  | Data                                 | Miejsce                              | Gospodarz                            | Gość                                 | Gol                                  | Asysta                               | Wynik                                | Grała                                | Uwagi                                |
| ------------------------------------ | ------------------------------------ | ------------------------------------ | ------------------------------------ | ------------------------------------ | ------------------------------------ | ------------------------------------ | ------------------------------------ | ------------------------------------ | ------------------------------------ |
| 1.                                   | 23.02.2024                           | Malaga                               | Polska                               | Szwajcaria                           |                                      |                                      | 1:4                                  | od 82'                               | towarzyski                           |
| 2.                                   | 27.02.2024                           | Malaga                               | Szwajcaria                           | Polska                               |                                      |                                      | 0:1                                  | do 61'                               | towarzyski                           |
| 3.                                   | 31.05.2024                           | Ostseestadion                        | Niemcy                               | Polska                               |                                      |                                      | 4:1                                  | od 82'                               | el. ME 2025                          |
| 4.                                   | 16.07.2024                           | Zagłębiowski Park Sportowy           | Polska                               | Islandia                             |                                      |                                      | 0:1                                  | od 67'                               | el. ME 2025                          |

## Sukcesy

### Klubowe

#### Pogoń Szczecin
- Mistrzostwo Orlen Ekstraligi: 2023/2024[6]